# HMS Princess Royal (1911)
Pour les autres navires du même nom, voir HMS Princess Royal.
Le HMS Princess Royal est un croiseur de bataille de classe Lion construit pour la Royal Navy. Le HMS Princess Royal est  lancé en 1911 et fait partie de la 1re escadre de croiseurs de bataille de la Grand Fleet, qui participe aux batailles de Heligoland, de Dogger Bank et du Jutland.

## Conception
Le Princess Royal est basé sur la classe de cuirassés Orion, disposant de tourelles de calibre 13,5 pouces (343 mm) alignées dans l'axe du navire. Cependant, plusieurs changements notables sont réalisés afin de lui donner la rapidité d'un croiseur de bataille ; une tourelle est retirée, une cheminée est rajoutée pour évacuer les fumées des machines, plus de deux fois plus puissantes (70 000 chevaux), et le blindage est aminci. Le Princess Royal file ainsi à une vitesse maximale de 27 nœuds (50 km/h), (28 nœuds (52 km/h) en poussant les machines), bien en deçà des 34,7 nœuds (64 km/h) qu'annoncent les « fuites organisées » par l'Amirauté.
Le Princess Royal emporte ainsi 8 canons de 13,5 pouces BL Mk V, répartis en 4 tourelles doubles. L'armement secondaire est constitué de 16 canons de 4 pouces BL Mk VII, de 2 canons de 3 livres et de 2 tubes lance-torpilles de 21 pouces (533 mm). L'armement secondaire change souvent au fil du temps, au gré des réparations et des refontes. Ainsi, en 1915, le navire se voit affublé d'un canon de 3 pouces QF 20 cwt, et deux des canons de 3 livres lui sont retirés. Côté blindage, la ceinture principale est épaisse de 4 à 9 pouces (229 mm), celui du pont principal varie de 4 à 6 pouces (152 mm), les parties les plus épaisses se situant au niveau du château et des machines. Enfin, les tourelles de la batterie principale ont une protection frontale et latérale de 9 pouces (229 mm) ; l'arrière est protégé par 8 pouces (203 mm) pouces de blindage. Celui du toit varie entre 2,5 pouces (64 mm) et 3,25 pouces (83 mm), et sera plus tard augmenté d'1,5 pouce (38 mm).

## Histoire
La construction du Princess Royal commence le 2 mai 1910 aux chantiers Vickers. Le croiseur de bataille est lancé le 24 avril 1911 et entre en service dans la 1re escadre de croiseurs en novembre 1912. Il rejoint la 1re escadre de croiseurs de bataille en janvier 1913, puis la Grand Fleet en août 1914, et participe ainsi à la bataille de Heligoland. Après la défaite infligée à la flotte britannique par l'amiral von Spee à la bataille de Coronel, le croiseur de bataille est envoyé dans les Caraïbes afin d'empêcher un éventuel passage de la flotte allemande. Après la destruction de celle-ci à la bataille des Falklands, le Princess Royal réintègre la 1re escadre de croiseurs de bataille en tant que navire amiral. Il participe à la bataille de Dogger Bank et s'en sort indemne, réussissant à toucher le Derfflinger. 
L'année suivante, à la bataille du Jutland, le croiseur de bataille touche plusieurs navires allemands, et encaisse 9 obus de 280 et 305 mm, tuant 22 marins et immobilisant l'un de ses tourelles. Après un passage par Plymouth pour réparations, le navire retourne à Rosyth le 21 juillet 1916. Il continue son service dans la 1re escadre de croiseurs de bataille jusqu'en 1922 avant d'être vendu pour démolition en décembre, en application du traité naval de Washington.